# Квадратичний закон взаємності
В математиці, а точніше в теорії чисел, квадратичний закон взаємності — твердження, що стосується розв'язності квадратичних рівнянь у модульній арифметиці .

## Твердження

### Елементарне твердження
Нехай маємо два різних простих числа p і q. Тоді квадратичний закон взаємності стверджує, що:
- Якщо хоча б одне з чисел p і q є рівним 1 за модулем 4, то рівняння відносно невідомого x:

{\displaystyle x^{2}\equiv p{\pmod {q}}}
має розв'язок тоді й лише тоді, коли має розв'язок відносно невідомого y таке рівняння:
{\displaystyle y^{2}\equiv q{\pmod {p}}}
- Якщо p і q рівні 3 за модулем 4, то рівняння відносно невідомого x:

{\displaystyle x^{2}\equiv p{\pmod {q}}}
має розв'язок тоді й лише тоді, коли рівняння відносно невідомого y:
{\displaystyle y^{2}\equiv q{\pmod {p}}}
не має розв'язку.

### Твердження за допомогою символу Лежандра
З використанням символу Лежандра, твердження закону можна записати так:
{\displaystyle \left({\frac {p}{q}}\right)\left({\frac {q}{p}}\right)=(-1)^{\frac {(p-1)(q-1)}{4}}}
Також існує два доповнення до закону:
{\displaystyle \left({\frac {-1}{p}}\right)=(-1)^{\frac {p-1}{2}}}     і     {\displaystyle \left({\frac {2}{p}}\right)=(-1)^{\frac {p^{2}-1}{8}}.}

## Приклади

### Для простих чисел
Нехай p дорівнює 11, а q дорівнює 19, i тоді {\displaystyle \left({\frac {11}{19}}\right)=-\left({\frac {19}{11}}\right)=-\left({\frac {8}{11}}\right)} (оскільки {\displaystyle 19\equiv 8\ (11)}). Далі {\displaystyle -\left({\frac {8}{11}}\right)=-\left({\frac {-3}{11}}\right)=-\left({\frac {11}{3}}\right)=-\left({\frac {2}{3}}\right)}, і, оскільки 2 не є квадратичним лишком за модулем 3, маємо: {\displaystyle -\left({\frac {2}{3}}\right)=-(-1)=1}. Тобто одержуємо, що 11 є квадратичним лишком за модулем 19. Це твердження легко можна перевірити: {\displaystyle 7^{2}=49=38+11\equiv 11{\pmod {19}}}

### Загальний випадок
Покажемо, що 219 є квадратичним лишком за модулем 383. Із властивостей символу Лежандра маємо:
{\displaystyle \left({\frac {219}{383}}\right)=\left({\frac {3}{383}}\right)\left({\frac {73}{383}}\right)}
Використання квадратичного закону взаємності дає рівність:
{\displaystyle \left({\frac {219}{383}}\right)=-\left({\frac {383}{3}}\right)\left({\frac {383}{73}}\right)}
Подальше використання закону та властивостей символу Лежандра приводить до необхідного результату:
{\displaystyle \left({\frac {219}{383}}\right)=-\left({\frac {-1}{3}}\right)\left({\frac {18}{73}}\right)=-\left({\frac {-1}{3}}\right)\left({\frac {2}{73}}\right)\left({\frac {9}{73}}\right)=\left({\frac {2}{73}}\right)=(-1)^{\left({\frac {73^{2}-1}{8}}\right)}=(-1)^{666}=1}